# Alu (formule)

Formule zapsaná ve starším futharku

Alu je magická formule ve starším futharku, objevující se na více než dvaceti germánských artefaktech z 3. až 8. století. V některých případech, především na brakteátech, se formule objevuje samotná, většinou je ale součástí delšího nápisu, kde je doplněna vlastními jmény, dalšími magickými slovy jako laþu nebo laukaR a samostatnými runami. Lingvista Wolfgang Krause vyložil slovo alu ze staršího aluh a to zase z gótského alhs „chrám, amulet, tabu“. Tento výklad byl však později zpochybněn a germanista Rudolf Simek naproti preferuje spojení výrazu s chetitským alwanzahh „očarovat“, starořeckým ἁλύω (aluó) „být vzrušený, být naplněn úzkostí“ a staroseverské ǫl „pivo“. V takovém případě by alu znamenalo zhruba „extáze, magie“.
S alu lze dále spojit jméno božské matrony Alusneihae, objevující se na oltářích z 2. století v Porýní. Existují také výrazy, které nejspíše vychází z alu připojeného ke slovu runa „runa, tajemství“. V severském prostředí se jedná o ǫlrúnar „pivní runy“ zmiňované v severské Písni o Sigrdrífě, a valkýru Ǫlrun. O magas muliercs „kouzelných ženách“ zvaných gótsky aliornmnas se zmiňuje Jordanes ve své Getice. Ve staré horní němčině pak alrûna, alrûn znamená mandragoru, zatímco Alalrûn a Alelrûna jsou doloženy jako ženská jména, později se toto označení přeneslo na kořen z mandragory a kouzelného mužíčka, který z něj byl vyráběn. Jacob Grimm spojil s alu také Tacitem zmiňovanou věštkyni Albrunu, jejíž jméno považuje za špatně zapsané Alruna.